# Phyllolaimus dentatus
Phyllolaimus dentatus is een rondwormensoort uit de familie van de Cyatholaimidae.